# Chrosiothes iviei
Chrosiothes iviei là một loài nhện trong họ Theridiidae.
Loài này thuộc chi Chrosiothes. Chrosiothes iviei được Herbert Walter Levi miêu tả năm 1964.

## Hình ảnh